# James Hutchinson Woodworth

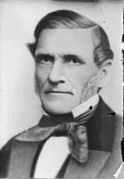
James Hutchinson Woodworth

James Hutchinson Woodworth (* 4. Dezember 1804 in Greenwich, Washington County, New York; † 26. März 1869 in Highland Park, Illinois) war ein US-amerikanischer Politiker. Zwischen 1855 und 1857 vertrat er den Bundesstaat Illinois im US-Repräsentantenhaus; zuvor amtierte er von 1848 bis 1850 als Bürgermeister von Chicago.

## Werdegang
James Woodworth erhielt nur eine eingeschränkte Schulausbildung. Später zog er nach Fabius im Onondaga County, wo er als Lehrer arbeitete. Danach war er im Handel tätig. Im Jahr 1826 fungierte er als Inspektor der Schulen in seiner Heimat. 1827 zog er nach Erie in Pennsylvania, wo er zwischen 1829 und 1832 als Friedensrichter amtierte. Seit 1833 lebte Woodworth in Chicago, wo er mit Kurzwaren handelte. Gleichzeitig schlug er eine politische Laufbahn ein. Zwischen 1839 und 1842 saß er im Senat von Illinois; von 1842 bis 1847 gehörte er dem Repräsentantenhaus seines Staates an. Zehn Jahre lang war er Eigentümer der Mühlenbetriebe Chicago Hydraulic Flouring Mills. Von 1845 bis 1848 war Woodworth auch Mitglied des Stadtrats von Chicago, ehe er anschließend bis 1850 als Nachfolger von James Curtiss das Amt des Bürgermeisters ausübte.
In den 1850er Jahren schloss sich Woodworth der Republikanischen Partei an. Bei den Kongresswahlen des Jahres 1854 wurde er im zweiten Wahlbezirk von Illinois in das US-Repräsentantenhaus in Washington, D.C. gewählt, wo er am 4. März 1855 die Nachfolge von John Wentworth antrat. Bis zum 3. März 1857 konnte er eine Legislaturperiode im Kongress absolvieren. Diese war von den Ereignissen im Vorfeld des Bürgerkrieges geprägt.
Nach dem Ende seiner Zeit im US-Repräsentantenhaus zog sich Woodworth zunächst ins Privatleben zurück. Später wurde er Mitglied der Kommission zur Bewertung von Kriegsschäden. Er stieg außerdem in das Bankgewerbe ein und wurde Präsident zweier Banken in Chicago. James Woodworth starb am 26. März 1869 in Highland Park und wurde in Chicago beigesetzt.